# SEPTA鑰匙卡
SEPTA鑰匙卡（英語：SEPTA Key Card）是賓夕法尼亞州東南地區交通局（SEPTA）以費城都會區為主用於公共交通網絡的非接觸式智能卡，可用於SEPTA所有交通系統（包括巴士、有軌電車、地鐵、高速線）以及SEPTA區域鐵路。